# Pangrapta roseinotata
Pangrapta roseinotata là một loài bướm đêm trong họ Erebidae.